# Torre de Lanhelas
Torre de Lanhelas, também denominada Casa da Torre, localiza-se em Lanhelas, no município de Caminha, em Portugal.
É uma casa senhorial ou solar, construída no final da Idade Média, sobre o rio Minho. 
Foi senhor da Casa de Lanhelas o fidalgo Afonso Vaz Bacelar que deixou à sua filha herdeira Maria Fernandes de Bacelar, casada com seu primo Vasco Fernandes Bacelar de Antas e foi já seu neto, Afonso Vaz Bacelar, que mandou construir a Torre e que instituiu o vínculo, com sua mulher D. Maria Carmena de Castro, filha de João Soares Pereira senhor da Quinta de Rende.
Está classificada como Imóvel de Interesse Público desde 30 novembro 1993.